# مورينا باكارين
مورينا سيلفا دي فاز سيتا باكارين (بالبرتغالية: Morena Baccarin‏) (2 يونيو 1979 في ريو دي جانيرو) ممثلة سينمائية و تلفزيونية برازيلية أمريكية تعيش في الولايات المتحدة منذ كانت في سن السابعة , اشتهرت بعد أدائها أدوار في سلسلة الخيال العلمي في عدة مسلسلات تلفزيونية أمريكية , مثل أدائها شخصية إنارا سيرا في المسلسل التلفزيوني اليراع و يتبعه فيلم الصفاء (2005)، وفي شخصية أدريا في سلسلة ستارغيت إس جي-1 ومتابعة فيلم ستارغيت: تابوت الحقيقة ، ودورها في نسخة 2009 في سلسلة ڤي , مورينا تشارك حالياً بدور جيسيكا برودي على قناة شوتايم في مسلسل أرض الوطن .ومثلت في فلم ديدبول الذي أنتج في سنة 2016.

## نشأتها
ولدت مورينا باكارين في ريو دي جانيرو ، البرازيل , والدتها الممثلة التلفزيونية و المسرحية البرازيلية فيرا سيته ، ووالدها هو فرناندو باكارين ، وهو صحفي برازيلي من أصل إيطالي. ما لبثت أن انتقلت باكارين عندما كانت في 7 من عمرها ، مع عائلتها إلى قرية غرينتش ، نيويورك، كما تم نقل عمل والدها إلى مقر قناة غلوبو التلفزيونية في الولايات المتحدة، حيث عمل فيها كمحرر, أرتادت مورينا المدرسة الرسمية 41 و مدرسة مختبر مدينة نيويورك للدراسات التعاونية ، حيث كانت و كلير دينز زملاء دراسة مساعدتها في مسلسل الوطن .
في وقت لاحق حضرت مدرسة فيوريلو لاغوارديا العالي للموسيقى و الفن و الفنون المسرحية قبل أن تدخل برنامج المسرح في مدرسة جويليارد ، حيث كانت في شعبة الدراما في مجموعة 29 (1996-2000).

## روابط خارجية
- مورينا باكارين على موقع IMDb (الإنجليزية)
- مورينا باكارين على موقع روتن توميتوز (الإنجليزية)
- مورينا باكارين على موقع ألو سيني (الفرنسية)
- مورينا باكارين على موقع أول موفي (الإنجليزية)
- مورينا باكارين على موقع بوكس أوفيس موجو (الإنجليزية)
- مورينا باكارين على موقع قاعدة بيانات الأفلام السويدية (السويدية)
- مورينا باكارين على موقع إن إن دي بي (الإنجليزية)
- مورينا باكارين على موقع قاعدة بيانات الفيلم (الإنجليزية)
- مورينا باكارين على موقع كينوبويسك (الروسية)